# Cascade d'Alfeld

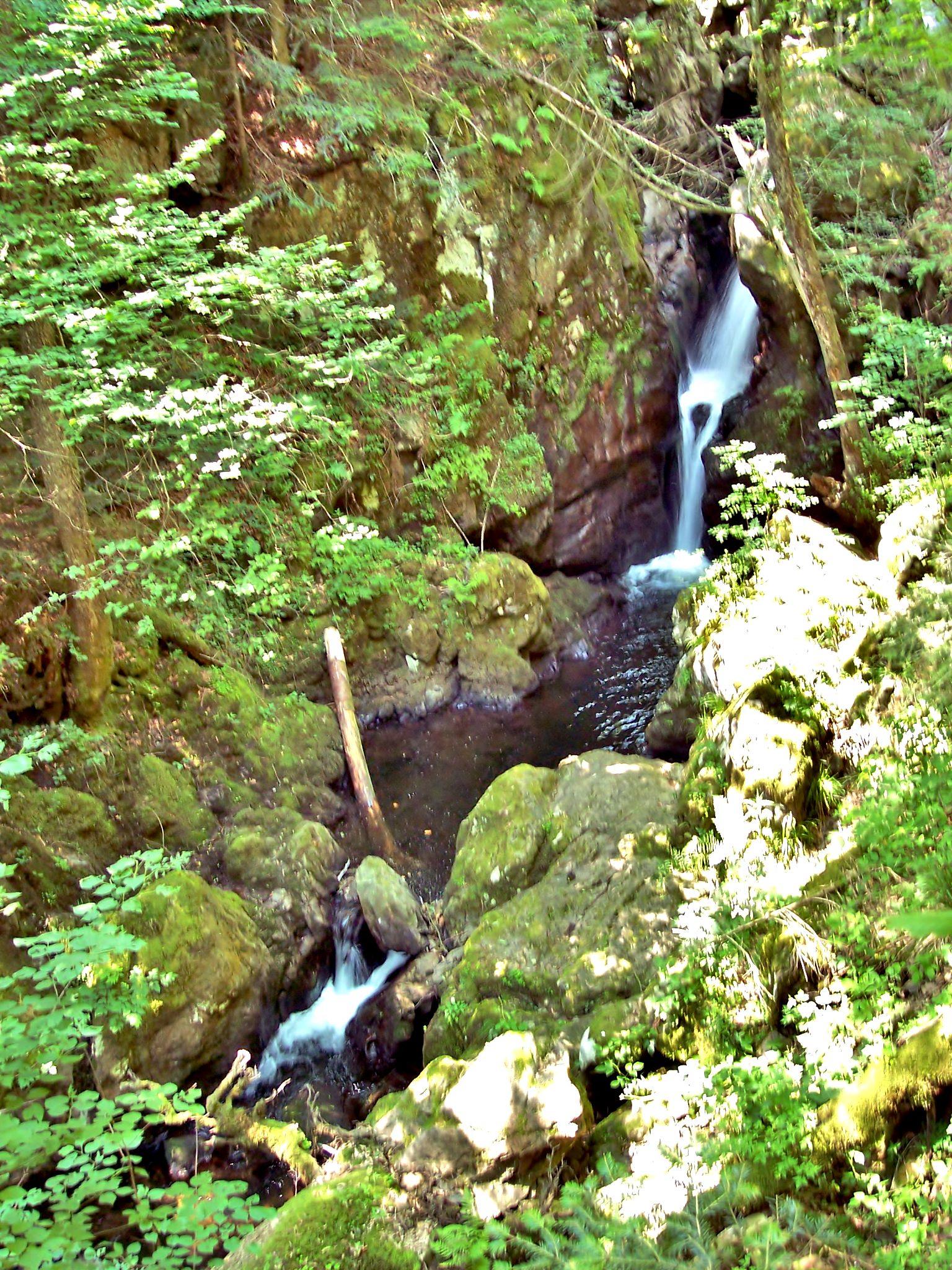
Cascade et gorge d'Alfeld

La cascade d'Alfeld, aussi appelée cascade du lac d'Alfeld, est une chute d'eau du massif des Vosges située sur la commune de Sewen dans le Haut-Rhin.